# ノースダコタ (戦艦)
| USS North Dakota BB-29 |                                                                  |
| 艦歴                   |                                                                  |
| 発注:                  |                                                                  |
| 起工:                  | 1907年12月16日                                                   |
| 進水:                  | 1908年11月10日                                                   |
| 就役:                  | 1910年4月11日                                                    |
| 退役:                  | 1923年11月22日                                                   |
| その後:                | スクラップとして売却                                             |
| 除籍:                  | 1931年1月7日                                                     |
| 性能諸元               |                                                                  |
| 排水量:                | 20,300トン                                                       |
| 全長:                  | 518.8 ft (158.1 m)                                               |
| 全幅:                  | 85.3 ft (26.0 m)                                                 |
| 吃水:                  | 26.9 ft (8.2 m)                                                  |
| 機関:                  |                                                                  |
| 最大速:                | 21 ノット (39 km/h)                                              |
| 航続距離:              |                                                                  |
| 兵員:                  | 士官、兵員933名                                                  |
| 兵装:                  | 12インチ砲10門、5インチ砲14門 3ポンド砲4門 21インチ魚雷発射管2門 |
| 航空機:                |                                                                  |
| モットー:              |                                                                  |

ノースダコタ (USS North Dakota, BB-29) は、アメリカ海軍の戦艦。デラウェア級戦艦の2番艦。艦名はアメリカ合衆国39番目の州にちなむ。

## 艦歴
ノースダコタは1907年12月16日にマサチューセッツ州クインシーのフォアリバー造船所で起工し、1908年11月10日にマリー・ベントンによって命名、進水、1910年4月11日に初代艦長チャールズ・P・プランケット大佐の指揮下就役した。
就役後は大西洋艦隊に所属し東海岸及びカリブ海での演習を行った。1910年11月2日に最初の大西洋横断を行い、イギリス及びフランスを訪問、その後は翌年の春までカリブ海で活動した。1912年及び13年の夏には海軍兵学校生を乗艦させ、ニューイングランド水域での訓練巡航を行った。1913年1月1日にノースダコタは駐ブラジル大使ホイットロー・リードの遺体を乗せたブラジル船ネータルがニューヨーク湾に入港した際に同船の護衛艦として参加した。
メキシコの政治的混乱がアメリカ合衆国との関係に緊張を及ぼすと、ノースダコタはベラクルスに向けて出航した。アメリカ軍が同市を占領した5日後の1914年4月26日に到着したノースダコタは、メキシコの政情が安定するまでアメリカ人の保護目的でメキシコ水域を巡航し、10月16日にバージニア州ノーフォークに帰還した。その後は大西洋艦隊において集中的な訓練を行い、アメリカ合衆国が第一次世界大戦に参戦したときにノースダコタはチェサピーク湾で砲術訓練を行っていた。
戦争の全般にわたってノースダコタはヨーク川で行動し、ニューヨーク沖で砲術訓練や機関兵の訓練を行った。1919年11月13日には駐米イタリア大使の遺体を運ぶためノーフォークを出航する。地中海ではアテネ、コンスタンチノープル、バレンシアおよびジブラルタルを訪れ、その後カリブ海に戻り定例の艦隊演習に従事した。1921年の夏、ノースダコタは海軍と陸軍がバージニア岬沖で共同で行う航空爆撃実験に参加した。実験ではドイツ軍艦フランクフルトとオストフリースラントが標的艦として沈められ、航空兵力の可能性が実証された。ノースダコタはその後二度の海軍兵学校生の訓練巡航を行い、1923年にはスカンジナビア、スコットランド、スペインを訪問した。
ノースダコタは1923年11月22日にワシントン海軍軍縮条約に従って退役し、1931年1月7日に除籍された。1931年3月16日にスクラップとして売却され、艦の蒸気タービンはネヴァダ(USS Nevada, BB-36)に転用された。
ノースダコタ州ビスマークの州議事堂敷地内にあるノースダコタ・ヘリテージ・センターにノースダコタの模型が展示されている。